# Gymnanthelius maxipunctus
Gymnanthelius maxipunctus är en skalbaggsart som beskrevs av Perkins 2004. Gymnanthelius maxipunctus ingår i släktet Gymnanthelius och familjen vattenbrynsbaggar. Inga underarter finns listade i Catalogue of Life.